# Uropsilus andersoni
Uropsilus andersoni es una especie de musaraña de la familia Talpidae.

## Distribución geográfica
Es endémica de China.